# Rue Froissart (Bruxelles)
Pour les articles homonymes, voir Rue Froissart.
La rue Froissart (en néerlandais : Froissartstraat) est une rue bruxelloise de la commune d'Etterbeek et de Bruxelles-ville qui va de la place Jourdan au rond-point Schuman en passant par la rue de la Tourelle, la rue Belliard et la rue Juste Lipse.
La numérotation des habitations va de 1 à 143 pour le côté impair et de 36 à 112 pour le côté pair.

## Adresses notables
à Etterbeek :

- n° 32 : chocolaterie Neuhaus
- n° 36 : Centre de Conférences Albert Borschette
- n° 38 : clinique du Parc Léopold
- n° 50 : représentation permanente de l'Irlande auprès de l'Union européenne
- n° 72 : boulangerie Paul

à Bruxelles-ville :

- n° 101 : Commission Européenne - DG Health and Food Safety (SANTE)
- n° 129 : jadis le siège de l'Institut Nyssens fondé par Paul Nyssens.
- côté pair : accès des personnalités au bâtiment Juste-Lipse du Conseil de l'Union Européenne.